# Ediciones Vértice
Ediciones Vértice, S. A. fue una editorial española, ubicada en Barcelona, que fuera fundada por Josep Torra i Mas en 1963. Dedicada a la producción de novela popular y sobre todo cómics, en especial traducciones de las compañías Marvel Comics e International Publishing Company, pervivió hasta 1981. Destacaron, entre sus portadistas, Enrich, Borrell, Florencio Clavé y Rafael López Espí. 

## Trayectoria editorial
Sucesora de Editorial Cénit, empezó editando las colecciones de libros Galaxia y Angustia.
A finales de 1964, se lanzó a editar series de la IPC británica, siempre con el subtítulo de Historias gráficas para adultos, siendo Zarpa de acero la primera de ellas.
Tal fue su éxito, que Josep Torra abandonó la edición de libros en 1968 y al año siguiente amplió su oferta de tebeos con traducciones de los superhéroes de la Marvel Comics. También se contrataron como redactores a Fernando Manuel Sesén y Tunet Vila, encargándose este de ajustar las viñetas originales y de ilustrar las contraportadas con su serie de gags visuales Tumbita. Las traducciones de casi todos los ejemplares de superhéroes Marvel corrieron a cargo de Salvador Dulcet Altés.
En 1974, Vértice hubo de ampliar el formato de sus productos a instancia del Ministerio de Información y Turismo para distinguirlos de los que iban dirigidos a menores de edad.
En 1980, Ediciones Vértice volvió a lanzar una colección de libros titulada Tucán, de breve vida debido al cierre de la editorial.

## Colecciones de tebeos
| Título              | Año  | Guionista                 | Dibujante                   | Ejemplares    | Tamaño     | Precio facial en pesetas |
| ------------------- | ---- | ------------------------- | --------------------------- | ------------- | ---------- | ------------------------ |
| Zarpa de acero      | 1964 | Kenneth Bulmer, Tom Tully | Jesús Blasco y sus hermanos | 27 (1ª serie) | 21 x 15 cm | 10 pesetas               |
| Kelly "ojo mágico"  | 1965 |                           |                             |               |            |                          |
| Mytek "el poderoso" | 1965 |                           |                             |               |            |                          |
| Spider-Man          | 1968 | Stan Lee                  | Steve Ditko                 | 59            |            | 25                       |
| Dan Defensor        | 1969 |                           |                             |               |            |                          |
| La Masa             | 1970 |                           |                             |               |            |                          |
| Coronel Furia       | 1970 | Jim Steranko              | Jim Steranko                |               |            |                          |
| Acciones de Guerra  | 1972 | Varios                    | Varios                      | 20            | 21 x 15    |                          |
| Estela Plateada     | 1972 | Stan Lee                  | John Buscema                |               |            |                          |

## Valoración
Vértice se caracterizó por el poco respeto al material que editaba, abundando en la alteración de formatos y remontaje de viñetas.